# Washington Diplomats
Washington Diplomats was een voetbalelftal dat uitkwam in de North American Soccer League (NASL) van 1974 tot 1980. Het team had in Washington D.C. zijn thuisbasis.
In 1988 keerde het team terug in de American Soccer League (ASL) competitie. Tijdens het eerste seizoen werden de Washington Diplomats winnaars van de play-offs. In 1991 werd de ASL opgenomen in de USL First Division. Het betekende het einde van de club.

## Erelijst
- Winnaar ASL (1 maal)

1988

## Bekende (ex-)spelers
- René van Breevoort
- Johan Cruijff
- Wim Jansen
- Guus Hiddink
- Danny Molendijk
- Thomas Rongen
- Juan Lozano
- Henny van de Ven

## Trivia
- De cheerleaders van de Washington Diplomats waren bekend onder de bijnaam "De Honeydips".